# Assassin’s Creed III: Liberation
Assassin’s Creed III: Liberation (с англ. — «Кредо ассасина 3: Освобождение», в русской локализации Assassin’s Creed III: Освобождение) — видеоигра для консоли PlayStation Vita. Компания Sony объявила о выходе игры на пресс-конференции E3 2012. Игра была выпущена 30 октября 2012 года вместе с игрой Assassin’s Creed III. Переиздание расширенной игры с подзаголовком Assassin's Creed: Liberation HD поступило в продажу 14 января 2014 года для PlayStation 3 и 15 января для Xbox 360 и PC. Обновлённая версия вышла 29 марта 2019 года на PlayStation 4, Xbox One, Windows и 21 мая 2019 года на Nintendo Switch.

## Игровой процесс
Среди нововведений в серии присутствует смена личин — обликов Авелины: облик рабыни, ассассина и госпожи. Облик ассассина позволяет использовать все виды оружия, а также мультиубийство. Облик госпожи позволяет проходить в охраняемые зоны, очаровывая или подкупая стражу. Костюм госпожи не позволяет Авелине перемещаться паркуром и в нём можно носить только скрытые клинки, дымовые шашки и зонтик-ружьё. В образе рабыни легко сливаться с себе подобными, устраивать драки, да и стража не захочет с такими иметь дело. Костюм рабыни позволяет лазить по стенам, но ограничивает арсенал оружия: только скрытые клинки, малое оружие, духовая трубка и дымовые шашки. Также Авелина обладает Орлиным Зрением и уникальным оружием в виде кнута ― он используется для повешения врагов, а также, чтобы раскачиваться и допрыгивать до мест, находящихся вне досягаемости.

## Сюжет
В Assassin’s Creed III: Liberation (HD) игроки впервые в серии возьмут на себя роль женского персонажа. Эта целеустремлённая девушка сражается за свободу в Новом Орлеане — городе, находящемся на грани восстания, когда Испанская империя пытается ввести новый порядок и установить свои правила.
Действия игры будут происходить в XVIII веке, в Новом Орлеане в 1765-1777 годах, между окончанием Франко-индейской войны и серединой Войны за независимость США. Главная героиня игры — франко-африканская девушка-ассасин Авелина де Гранпре. Также она напарница Коннора Кенуэя.

## Дополнительный загружаемый контент
- «Вуду» (Voodoo Pack) — 15 января 2014 года вышло DLC, которое содержит 4 дополнительных предмета: Пиратский скимитар, Ритуальный клинок, пороховую сумку и комплект ядовитых дротиков.

## Критика
| Сводный рейтинг | Сводный рейтинг | Сводный рейтинг | Сводный рейтинг |
| Издание         | Оценка          | Оценка          | Оценка          |
| Издание         | PS3             | PS Vita         | Xbox 360        |
| --------------- | --------------- | --------------- | --------------- |
| GameRankings    | 61,94 %         | 71,74 %         | 61,50 %         |

Рецензент AG.ru отрицательно отзывается об игре, указывая на многие технические ошибки, неинтересный геймплей, скучный сюжет, неподходящий саундтрек и плохо сделанный мультиплеер. В итоге игра получила только 55 %.